# Ergo Pro

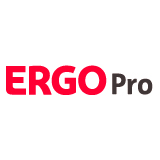
Logo

Ergo Pro (wcześniej: HMI-Organisation – HMI) – niemiecka sieć dystrybucyjna towarzystwa ubezpieczeniowego Ergo Lebensversicherung, należącego do grupy ubezpieczeniowej Ergo Group.

## Nazwa i historia
Sieć dystrybucyjna HMI została założona w roku 1973 w Niemczech jako Hamburg-Mannheimer Inter-Organisation. Na początku zajmowała się wyłącznie sprzedażą ubezpieczeń na życie jako formą inwestycji pieniędzy. Pierwszym dyrektorem HMI został w dniu 22 marca 1973 Dr. Werner Kunkler. Od roku 1975 skrót HMI używany był jako Hamburg-Mannheimer Invest(ment) lub jako Hamburg-Mannheimer International.